# Technologisch aspectenonderzoek
Technologisch aspectenonderzoek stamt af van het Engelse technology assessment (TA) en beoogt de mogelijke consequenties (bijvoorbeeld sociaal of met betrekking tot het milieu) van het invoeren van nieuwe technologieën te onderzoeken. De term aspectenonderzoek ontstond in de jaren 1960 in de Verenigde Staten en maakte vervolgens ook opgang in Europa. In Nederland kreeg het begrip eind jaren 1970 ruimere bekendheid door een serie artikelen in het weekblad Intermediair.

## Geschiedenis
De ontwikkeling van technologisch aspectenonderzoek moet gezien worden tegen de achtergrond van de milieucrisis die in de jaren 1960 prominent in de aandacht kwam. Het gevoel ontstond dat de technologische ontwikkeling maar doordraafde zonder rekening te houden met mens, milieu en de beperktheid van grondstoffen en energie. Dit werd verergerd door een aantal technologische en milieurampen. In 1956 trok de Minamataziekte wereldwijd de aandacht. Deze ziekte, voor het eerst ontdekt in het Japanse dorp van die naam, werd veroorzaakt door de consumptie van met kwik verontreinigde vis. Verder zijn te noemen de gevolgen van het gebruik van Thalidomide (Softenon), een geneesmiddel dat bij gebruik door zwangere vrouwen leidde tot ernstige verminking van de vrucht en later het kind, en de giframp in Bhopal, India. Deze zaken en de vervuiling van bodem, lucht en oppervlaktewateren - vooral de beelden van dode vis in oppervlaktewateren - leidden tot oproepen tot actie. Die werden het meest succesvol verwoord in het rapport van de Club van Rome van 1972. Dit was nauwelijks uitgekomen toen de wereld werd verrast door de oliecrisis van 1973. Autoloze zondagen en andere direct voelbare maatregelen waren het gevolg en hoewel de crisis bewust was geregisseerd, werd duidelijk dat schaarste aan energie een reële bedreiging was. In 1979 vond er een ernstig ongeval plaats in een kernreactor op Three Mile Island in de Verenigde Staten, waarbij grote hoeveelheden radioactief gas in de atmosfeer terechtkwamen.
Op het rapport van de Club van Rome kwamen drie soorten van reacties. De eerste was wat men de klassieke milieumaatregelen zou kunnen noemen: er kwamen onder andere zuiveringsinstallaties, lozingsnormen, allerlei producteisen. Deze beweging leidde tot grote investeringen door industrie en overheden en kan als zeer succesvol worden bestempeld. De tweede reactie was een oproep terug te keren naar kleinere steden, die dan self-supporting moesten zijn; het Engelse rapport A Blueprint for survival kreeg grote aandacht. Deze ideeën zijn een tijd blijven bestaan, met name bij de Duitse Grünen, maar ze zijn verder op niets uitgelopen. De derde beweging was die van aspectenonderzoek, waarbij het ging om het onderkennen, in het ontwikkelingsstadium van een nieuwe technologie, van mogelijk nadelige gevolgen voor mens en natuur en een groot beslag op schaarse grondstoffen. Martino, een van de eerste auteurs over technology assessment, wijst er op dat er naast het primaire effect van een technologie (dat op de gebruikers) een secundair effect is, namelijk op mensen die er niets mee te maken hebben.

## Rol van aspectenonderzoek
Over het gebruik van aspectenonderzoek waren de meningen verdeeld. Sommigen zagen het als een soort van rechtbank die overheden over de invoering van nieuwe technologie zou moeten adviseren, anderen wilden het inzetten als een middel ter optimalisatie van de afstemming van technologie op maatschappelijke eisen (Constructive Technology Assessment). Technologie kan immers in het ontwikkelingsstadium nog worden aangepast. Sommige aspecten-onderzoekers hebben de neiging op veilig te spelen, wat kan leiden tot een verbod op nieuwe technologie. In de VS werd technology assessment daarom wel technology arrestment genoemd. Het speelde een rol bij het stopzetten in 1971 van de ontwikkeling van de Amerikaanse tegenhanger van het supersonische passagiersvliegtuig Concorde, de Boeing 2707 (SST, het supersonic transport project). Er waren echter ook twijfels over de economische haalbaarheid van dit project. Het stopzetten werd echter in milieukringen als een overwinning gevierd en het heeft de ontwikkeling van technologisch aspectenonderzoek beïnvloed.

## Verspreiding van aspectenonderzoek
Het Amerikaans Congres kreeg in 1972 een Office of Technology Assessment (OTA), dat als instrument van het parlement een onafhankelijk tegenwicht moest geven tegen de informatie die parlementariërs van regeringswege kregen. Dit bureau is in 1995 opgeheven; er gaan echter stemmen op om het weer te openen, onder andere van presidentskandidaat Hillary Clinton. Sinds 1994 is in Washington het International Centre for Technology Assessment actief, een NGO die publiek en beleidsmakers inzicht wil geven in de maatschappelijke gevolgen van nieuwe technologie. In 1971 werd de International Association for Technology Assessment opgericht, een vereniging die een aantal internationale congressen organiseerde, het tweede in 1972 in Nederland. In Nederland werd de Delftse leerstoel Toekomstonderzoek na de pensionering van W. Beek in 1991 omgedoopt tot Aspectenonderzoek en werd dr. Ph. Vergragt tot hoogleraar benoemd. Het onderzoek ontwikkelde zich in de richting van Duurzame Technologie Ontwikkeling. Na het vertrek van Vergragt in 1998 werd K.F. Mulder belast met het onderwijs in Techniek & Duurzame Ontwikkeling, samen met dat in technologisch aspectenonderzoek.

## Rathenau Instituut
Verder werd in 1986 opgericht de Nederlandse Organisatie voor Technologisch Aspectenonderzoek, (NOTA), in 1994 omgedoopt tot Rathenau Instituut. Dit bureau is niet direct gekoppeld aan het parlement maar maakt deel uit van de Koninklijke Nederlandse Academie van Wetenschappen KNAW. Het kan qua positie worden vergeleken met het Centraal Planbureau (voor economisch onderzoek) en het Sociaal-Cultureel Planbureau (voor sociologisch onderzoek). Tal van Europese landen beschikken anno 2015 over een instituut voor technologisch aspectenonderzoek, al dan niet gekoppeld aan het parlement. Aspectenonderzoek wordt in Nederland onder de naam milieueffectrapportage (MER) verplicht uitgevoerd voor een aantal bij de wet genoemde gebieden, zoals infrastructuur. Het speelt ook een belangrijke rol in het werk van de Amerikaanse Food and Drug Administration FDA, zij het dat in beide gevallen geen melding wordt gemaakt van het begrip technology assessment. Thans wordt technologisch aspectenonderzoek in Nederland uitgevoerd door het Rathenau Instituut. Dit instituut is een van de dertien leden van het European Parliamentary Technology Assessment netwerk van Europese instituten voor aspectenonderzoek.

## Gebruik door het bedrijfsleven
Aspectenonderzoek werd ontwikkeld voor het publieke domein. Het is tevens uitgewerkt tot een methode voor de investeringsselectie bij ondernemingen. De gedachte hierbij is dat een investering op drie criteria moet worden beoordeeld: de financiële haalbaarheid, de strategische inpassing in de onderneming en het maatschappelijke nut. Dit laatste wordt dan door middel van aan aspectenonderzoek verwante checklists ingeschat. Is aan een van die drie voorwaarden niet voldaan dan moet men niet investeren.